# Йохан Райнхард III (Ханау)
Йохан Райнхард III фон Ханау (на немски: Johann Reinhard III von Hanau) управлява от 1680 до 1736 г. в Графство Ханау-Лихтенберг и от 1712 до 1736 г. и в Графство Ханау-Мюнценберг.

## Биография
Роден е на 31 юли 1665 година в Бишофсхайм ам хоен Щег (днес в Райнау). Той е вторият син на граф Йохан Райнхард II фон Ханау-Лихтенберг (1628 – 1666) и на пфалцграфиня Анна Магдалена фон Пфалц-Цвайбрюкен-Биркенфелд (1640 – 1693), дъщеря на пфалцграф Кристиан I фон Пфалц-Биркенфелд-Бишвайлер.
След смъртта на баща му опекунството над него и по-големия му брат Филип Райнхард поемат майка му и чичо му Кристиан II фон Пфалц-Цвайбрюкен-Биркенфелд (1654 – 1717). Брат му Филип управлява от 1680 до 1712 г. в Графство Ханау-Мюнценберг. След смъртта му Йохан го наследява.
Умира на 28 март 1736 година в дворец Филипсруе при Ханау на 70-годишна възраст.

## Фамилия
Йохан Райнхард III се жени на 20/30 август 1699 г. за маркграфиня Доротея Фридерика фон Бранденбург-Ансбах (1676 – 1731), дъщеря на Йохан Фридрих, маркграф на Бранденбург-Ансбах. Тя е полусестра на Каролина (1683 – 1737), съпругата на английския крал Джордж II. Двамата имат една дъщеря:
- Шарлота Кристина Магдалена Йохана (1700 – 1726), наследничка, 1717 г. омъжена за наследствения принц Лудвиг VIII от Хесен-Дармщат (1691 – 1768).

## Галерия
- Йохан Райнхард III
- Йохан Райнхард III